# Hrvatski parlamentarni izbori 2003.

Izbori za zastupnike u Hrvatski sabor održali su se 23. studenog 2003. godine. Građani Republike Hrvatske birali su:
- 140 zastupnika u 10 izbornih jedinica na području Republike Hrvatske
- do 14 zastupnika birača koji nemaju prebivalište u Republici Hrvatskoj (tzv. zastupnici dijaspore)
- 8 zastupnika nacionalnih manjina

Ukupno je bilo 4 371 608 upisanih birača, a od toga broja 3 578 715 birača bilo je upisano u popis birača za glasovanje u izbornim jedinicama, 393 844 bilo je upisano za glasovanje pripadnika nacionalnih manjina, a 399 049 bilo je upisano u popis birača za glasovanje u inozemstvu.

## Rezultati
| ██ HDZ (66) ██ HSS (10) ██ HSU (3) ██ HSLS (2) ██ SDAH (1) ██ SDP (34) ██ HNS (10) ██ HSP (8) | ██ IDS (4) ██ LIBRA (3) ██ SDSS (3) ██ LS (2) ██ DC (1) ██ HDSS (1) ██ PGS (1) ██ Nezavisni zastupnici (3) |

| Stranka                                                | Glasovi   | Glasovi | Mandati | Mandati |
| Stranka                                                | Ukupno    | %       | Ukupno  | +/−     |
| ------------------------------------------------------ | --------- | ------- | ------- | ------- |
| HDZ                                                    | 840.692   | 33,91   | 66      | 20      |
| SDP-IDS-LIBRA-LS                                       | 560.593   | 22,61   | 43      | ▼28     |
| HNS-PGS-SBHS                                           | 198.781   | 8,02    | 11      |         |
| HSS                                                    | 177.359   | 7,16    | 9       | ▼15     |
| HSP                                                    | 158.073   | 6,38    | 8       | 3       |
| HSLS-DC                                                | 100.335   | 4,05    | 3       |         |
| HSU                                                    | 98.537    | 3,98    | 3       | 3       |
| HDSS-HDC-DPS                                           | 24.872    | 1,00    | 1       |         |
| Nacionalne manjine                                     | —         | —       | 8       | ±0      |
| Ostali                                                 | 319.725   | 12,90   | —       |         |
| Ukupno                                                 | 2.478.967 | 100,00  | 152     | 1       |
| Važeći glasovi                                         | 2.478.967 | 98,37   |         |         |
| Nevažeći glasovi                                       | 41.041    | 1,63    |         |         |
| Izlaznost                                              | 2.520.008 | 61,65   |         |         |
| Broj birača                                            | 4.087.553 | 100,00  |         |         |
| Izvor: Državno izborno povjerenstvo Republike Hrvatske |           |         |         |         |

Ovo su rezultati po strankama:
| Naziv stranke                                                                           | Stranački zastupnici | Nestranački zastupnici |
| --------------------------------------------------------------------------------------- | -------------------- | ---------------------- |
| Demokratski centar                                                                      | 1 (0,66%)            | *                      |
| Hrvatska stranka umirovljenika                                                          | 3 (1,97%)            | *                      |
| Hrvatska demokratska seljačka stranka                                                   | *                    | 1 (0,66%)              |
| Hrvatska demokratska zajednica                                                          | 66 (43,42%)          | *                      |
| Hrvatska narodna stranka                                                                | 10 (6,58%)           | *                      |
| Hrvatska seljačka stranka                                                               | 10 (6,58%)           | *                      |
| Hrvatska socijalno-liberalna stranka                                                    | 2 (1,32%)            | *                      |
| Hrvatska stranka prava                                                                  | 7 (4,61%)            | 1 (0,66%)              |
| LIBRA – Stranka liberalnih demokrata                                                    | 3 (1,97%)            | *                      |
| Istarski demokratski sabor                                                              | 4 (2,63%)            | *                      |
| Liberalna stranka                                                                       | 2 (1,32%)            | *                      |
| Primorsko-goranski savez                                                                | 1 (0,66%)            | *                      |
| Stranka demokratske akcije                                                              | 1 (0,66%)            | *                      |
| Socijaldemokratska partija Hrvatske                                                     | 29 (19,08%)          | 5 (3,29%)              |
| Samostalna demokratska srpska stranka                                                   | 3 (1,97%)            | *                      |
| Ostali                                                                                  | *                    | 4                      |
| Izvor: HIDRA Arhivirana inačica izvorne stranice od 16. veljače 2007. (Wayback Machine) |                      |                        |

Budući da je HDZ pojedinačno dobio najviše zastupničkih mjesta te podrške koalicije HSLS – DC, nekoliko zastupnika nacionalnih manjina, HSU-a i HSS-a, predsjednik Republike Hrvatske Stjepan Mesić povjerio je mandat za sastavljanje Vlade Ivi Sanaderu.

### Po političkim strankama
| Koalicija       | Koalicija           | Stranka | Mandati stranke | Mandati koalicije |
| --------------- | ------------------- | ------- | --------------- | ----------------- |
|                 | HDZ                 | HDZ     | 66              | 66                |
|                 | SDP, IDS, LIBRA, LS | SDP     | 31              | 43                |
| IDS             | SDP, IDS, LIBRA, LS | 4       |                 | 43                |
| LIBRA           | SDP, IDS, LIBRA, LS | 3       |                 | 43                |
| LS              | SDP, IDS, LIBRA, LS | 2       |                 | 43                |
| Ivo Josipović   | SDP, IDS, LIBRA, LS | 1       |                 | 43                |
| Ljubo Jurčić    | SDP, IDS, LIBRA, LS | 1       |                 | 43                |
| Mirko Filipović | SDP, IDS, LIBRA, LS | 1       |                 | 43                |
|                 | HNS, PGS, SBHS      | HNS     | 10              | 11                |
| PGS             | HNS, PGS, SBHS      | 1       |                 | 11                |
|                 | HSS                 | HSS     | 9               | 9                 |
|                 | HSP, ZDS            | HSP     | 7               | 8                 |
| ZDS             | HSP, ZDS            | 1       |                 | 8                 |
|                 | HSLS, DC            | HSLS    | 2               | 3                 |
| DC              | HSLS, DC            | 1       |                 | 3                 |
|                 | HSU                 | HSU     | 3               | 3                 |
|                 | HDSS                | HDSS    | 1               | 1                 |
|                 | Nacionalne manjine  | SDSS    | 3               | 8                 |
| SDAHR           | Nacionalne manjine  | 1       |                 | 8                 |
| nezavisni       | Nacionalne manjine  | 4       |                 | 8                 |
| Ukupno          | Ukupno              | Ukupno  | 152             | 152               |

*HDZ je osvojio svih 4 zastupnika dijaspore

## Rezultati po izbornim jedinicama
██ HDZ
██ SDP koalicija

### I. izborna jedinica
- Ukupno upisanih birača: 358.461 birača
- Glasovalo (prema listićima): 254.138 birača, odnosno 70,90%
- Nevažećih glasačkih lisitića: 3.730 glasačkih listića, odnosno 1,47%

| REZULTATI ZA I. IZBORNU JEDINICU                                         |                             |
| Naziv liste Broj osvojenih zastupničkih mjesta                           | Izabrani zastupnici         |
| Socijaldemokratska partija Hrvatske – SDP 6 mjesta                       | Ivica Račan                 |
| Socijaldemokratska partija Hrvatske – SDP 6 mjesta                       | dr. sc. Antun Vujić         |
| Socijaldemokratska partija Hrvatske – SDP 6 mjesta                       | Mirko Filipović             |
| Socijaldemokratska partija Hrvatske – SDP 6 mjesta                       | dr. sc. Ivo Josipović       |
| Socijaldemokratska partija Hrvatske – SDP 6 mjesta                       | Vice Vukov                  |
| Socijaldemokratska partija Hrvatske – SDP 6 mjesta                       | Jelena Pavičić Vukičević    |
| Hrvatska demokratska zajednica – HDZ 5 mjesta                            | Jadranka Kosor              |
| Hrvatska demokratska zajednica – HDZ 5 mjesta                            | mr. sc. Božo Biškupić       |
| Hrvatska demokratska zajednica – HDZ 5 mjesta                            | prof. dr. sc. Marko Turić   |
| Hrvatska demokratska zajednica – HDZ 5 mjesta                            | prof. dr. sc. Petar Selem   |
| Hrvatska demokratska zajednica – HDZ 5 mjesta                            | Franjo Arapović             |
| Hrvatska narodna stranka – HNS 2 mjesta                                  | dr. sc. Vesna Pusić         |
| Hrvatska narodna stranka – HNS 2 mjesta                                  | Srećko Ferenčak, dipl. ing. |
| Hrvatska stranka prava – HSP Zagorska demokratska stranka – ZDS 1 mjesto | Slaven Letica               |

### II. izborna jedinica
- Ukupno upisanih birača: 388.713 birača
- Glasovalo (prema listićima): 261.633 birača, odnosno 67,31%
- Nevažećih glasačkih lisitića: 6.397 glasačkih listića, odnosno 2,45%

| REZULTATI ZA II. IZBORNU JEDINICU                                                               |                               |
| Naziv liste Broj osvojenih zastupničkih mjesta                                                  | Izabrani zastupnici           |
| Hrvatska demokratska zajednica – HDZ 6 mjesta                                                   | prof. dr. sc. Andrija Hebrang |
| Hrvatska demokratska zajednica – HDZ 6 mjesta                                                   | Gordan Jandroković            |
| Hrvatska demokratska zajednica – HDZ 6 mjesta                                                   | Ivana Sučec-Trakoštanec       |
| Hrvatska demokratska zajednica – HDZ 6 mjesta                                                   | Stjepan Bačić, dr. med.       |
| Hrvatska demokratska zajednica – HDZ 6 mjesta                                                   | Damir Sesvečan                |
| Hrvatska demokratska zajednica – HDZ 6 mjesta                                                   | Karmela Caparin, dr. med.     |
| Socijaldemokratska partija Hrvatske – SDP LIBRA – Stranka liberalnih demokrata – LIBRA 4 mjesta | Milan Bandić                  |
| Socijaldemokratska partija Hrvatske – SDP LIBRA – Stranka liberalnih demokrata – LIBRA 4 mjesta | Zvonimir Mršić                |
| Socijaldemokratska partija Hrvatske – SDP LIBRA – Stranka liberalnih demokrata – LIBRA 4 mjesta | Jozo Radoš                    |
| Socijaldemokratska partija Hrvatske – SDP LIBRA – Stranka liberalnih demokrata – LIBRA 4 mjesta | Ivica Pančić                  |
| Hrvatska seljačka stranka – HSS 2 mjesta                                                        | Zlatko Tomčić                 |
| Hrvatska seljačka stranka – HSS 2 mjesta                                                        | Josip Friščić                 |
| Hrvatska stranka prava – HSP 1 mjesto                                                           | Pero Kovačević                |
| Hrvatska socijalno-liberalna stranka – HSLS 1 mjesto                                            | Đurđa Adlešič                 |

### III. izborna jedinica
- Ukupno upisanih birača: 365.042 birača
- Glasovalo (prema listićima): 247.749 birača, odnosno 67,87%
- Nevažećih glasačkih listića: 7.336 glasačkih listića, odnosno 2,96%

| REZULTATI ZA III. IZBORNU JEDINICU                                                              |                            |
| Naziv liste Broj osvojenih zastupničkih mjesta                                                  | Izabrani zastupnici        |
| Hrvatska demokratska zajednica – HDZ 4 mjesta                                                   | Ivan Jarnjak               |
| Hrvatska demokratska zajednica – HDZ 4 mjesta                                                   | Vladimir Kurečić           |
| Hrvatska demokratska zajednica – HDZ 4 mjesta                                                   | Velimir Pleša              |
| Hrvatska demokratska zajednica – HDZ 4 mjesta                                                   | Marijan Mlinarić, dr. med. |
| Socijaldemokratska partija Hrvatske – SDP LIBRA – Stranka liberalnih demokrata – LIBRA 4 mjesta | Tonino Picula              |
| Socijaldemokratska partija Hrvatske – SDP LIBRA – Stranka liberalnih demokrata – LIBRA 4 mjesta | Dragica Zgrebec            |
| Socijaldemokratska partija Hrvatske – SDP LIBRA – Stranka liberalnih demokrata – LIBRA 4 mjesta | Miroslav Korenika          |
| Socijaldemokratska partija Hrvatske – SDP LIBRA – Stranka liberalnih demokrata – LIBRA 4 mjesta | Željko Pavlic              |
| Hrvatska narodna stranka – HNS 2 mjesta                                                         | Radimir Čačić, dipl.ing.   |
| Hrvatska narodna stranka – HNS 2 mjesta                                                         | Dragutin Lesar             |
| Hrvatska seljačka stranka – HSS 1 mjesto                                                        | dr. sc. Zvonimir Sabati    |
| Hrvatska stranka umirovljenika – HSU 1 mjesto                                                   | dr. sc. Josip Sudec        |
| Hrvatska socijalno-liberalna stranka – HSLS Demokratski centar – DC 1 mjesto                    | dr. sc. Ivan Čehok         |
| Hrvatska demokratska seljačka stranka – HDSS 1 mjesto                                           | Ivo Lončar                 |

### IV. izborna jedinica
- Ukupno upisanih birača: 328.076 birača
- Glasovalo (prema listićima): 214.859 birača, odnosno 65,49
- Nevažećih glasačkih lisitića: 5.189 glasačkih listića, odnosno 2,42%

| REZULTATI ZA IV. IZBORNU JEDINICU                                                               |                     |
| Naziv liste Broj osvojenih zastupničkih mjesta                                                  | Izabrani zastupnici |
| Hrvatska demokratska zajednica – HDZ 7 mjesta                                                   | Vladimir Šeks       |
| Hrvatska demokratska zajednica – HDZ 7 mjesta                                                   | Branimir Glavaš     |
| Hrvatska demokratska zajednica – HDZ 7 mjesta                                                   | Mato Štimac         |
| Hrvatska demokratska zajednica – HDZ 7 mjesta                                                   | Ivica Buconjić      |
| Hrvatska demokratska zajednica – HDZ 7 mjesta                                                   | Vladimir Šišljagić  |
| Hrvatska demokratska zajednica – HDZ 7 mjesta                                                   | Ivan Drmić          |
| Hrvatska demokratska zajednica – HDZ 7 mjesta                                                   | Josip Đakić         |
| Socijaldemokratska partija Hrvatske – SDP LIBRA – stranka liberalnih demokrata – LIBRA 3 mjesta | Željka Antunović    |
| Socijaldemokratska partija Hrvatske – SDP LIBRA – stranka liberalnih demokrata – LIBRA 3 mjesta | Zlatko Kramarić     |
| Socijaldemokratska partija Hrvatske – SDP LIBRA – stranka liberalnih demokrata – LIBRA 3 mjesta | Vilim Herman        |
| Hrvatska stranka prava – HSP 1 mjesto                                                           | Anto Đapić          |
| Hrvatska seljačka stranka – HSS 1 mjesto                                                        | Željko Pecek        |
| Hrvatska narodna stranka – HNS Slavonsko-baranjska hrvatska stranka – SBHS 1 mjesto             | Antun Kapraljević   |
| Hrvatska stranka umirovljenika – HSU 1 mjesto                                                   | Dragutin Pukleš     |

### V. izborna jedinica
Rezultati u V. izbornoj jedinici.
- Ukupno upisanih birača: 360.242 birača
- Glasovalo (prema listićima): 220.421 birača, odnosno 61,19%
- Nevažećih glasačkih lisitića: 6.094 glasačkih listića, odnosno 2,76%

| REZULTATI ZA V. IZBORNU JEDINICU                                             |                       |
| Naziv liste Broj osvojenih zastupničkih mjesta                               | Izabrani zastupnici   |
| Hrvatska demokratska zajednica – HDZ 8 mjesta                                | Petar Čobanković      |
| Hrvatska demokratska zajednica – HDZ 8 mjesta                                | Anto Bagarić          |
| Hrvatska demokratska zajednica – HDZ 8 mjesta                                | Zdravko Sočković      |
| Hrvatska demokratska zajednica – HDZ 8 mjesta                                | Tomislav Čuljak       |
| Hrvatska demokratska zajednica – HDZ 8 mjesta                                | Marija Bajt           |
| Hrvatska demokratska zajednica – HDZ 8 mjesta                                | dr. sc. Drago Prgomet |
| Hrvatska demokratska zajednica – HDZ 8 mjesta                                | Petar Mlinarić        |
| Hrvatska demokratska zajednica – HDZ 8 mjesta                                | Ivica Klem            |
| Socijaldemokratska partija Hrvatske – SDP 3 mjesta                           | mr. sc. Mato Arlović  |
| Socijaldemokratska partija Hrvatske – SDP 3 mjesta                           | Mato Gavran           |
| Socijaldemokratska partija Hrvatske – SDP 3 mjesta                           | Ljubica Brdarić       |
| Hrvatska stranka prava – HSP 1 mjesto                                        | Vlado Jukić           |
| Hrvatska seljačka stranka – HSS 1 mjesto                                     | Ljubica Lalić         |
| Hrvatska socijalno-liberalna stranka – HSLS Demokratski centar – DC 1 mjesto | Vesna Škare-Ožbolt    |

### VI. izborna jedinica
- Ukupno upisanih birača: 343.857 birača
- Glasovalo (prema listićima): 234.614 birača, odnosno 68,23%
- Nevažećih glasačkih lisitića: 5.255 glasačkih listića, odnosno 2,24%

| REZULTATI ZA VI. IZBORNU JEDINICU                                         |                                  |
| Naziv liste Broj osvojenih zastupničkih mjesta                            | Izabrani zastupnici              |
| Hrvatska demokratska zajednica – HDZ 6 mjesta                             | Ivan Šuker                       |
| Hrvatska demokratska zajednica – HDZ 6 mjesta                             | Đuro Brodarac                    |
| Hrvatska demokratska zajednica – HDZ 6 mjesta                             | Stjepan Fiolić                   |
| Hrvatska demokratska zajednica – HDZ 6 mjesta                             | Mario Zubović, dr. stom.         |
| Hrvatska demokratska zajednica – HDZ 6 mjesta                             | Željko Nenadić                   |
| Hrvatska demokratska zajednica – HDZ 6 mjesta                             | Dražen Bošnjaković               |
| Socijaldemokratska partija Hrvatske – SDP Liberalna stranka – LS 5 mjesta | Davorko Vidović                  |
| Socijaldemokratska partija Hrvatske – SDP Liberalna stranka – LS 5 mjesta | dr. sc. Ivo Banac                |
| Socijaldemokratska partija Hrvatske – SDP Liberalna stranka – LS 5 mjesta | Josip Leko                       |
| Socijaldemokratska partija Hrvatske – SDP Liberalna stranka – LS 5 mjesta | Snježana Biga-Friganović         |
| Socijaldemokratska partija Hrvatske – SDP Liberalna stranka – LS 5 mjesta | dr. sc. Ljubo Jurčić             |
| Hrvatska stranka prava – HSP 1 mjesto                                     | Velimir Kvesić                   |
| Hrvatska narodna stranka – HNS 1 mjesto                                   | dr. sc. Alenka Košiša Čičin-Šain |
| Hrvatska seljačka stranka – HSS 1 mjesto                                  | Željko Ledinski                  |

### VII. izborna jedinica
- Ukupno upisanih birača: 382.084 birača
- Glasovalo (prema listićima): 263.437 birača, odnosno 68,95%
- Nevažećih glasačkih lisitića: 5.898 glasačkih listića, odnosno 2,24%

| REZULTATI ZA VII. IZBORNU JEDINICU                                     |                                  |
| Naziv liste Broj osvojenih zastupničkih mjesta'                        | Izabrani zastupnici              |
| Hrvatska demokratska zajednica – HDZ 7 mjesta                          | prof. dr. sc. Miomir Žužul       |
| Hrvatska demokratska zajednica – HDZ 7 mjesta                          | Branko Vukelić                   |
| Hrvatska demokratska zajednica – HDZ 7 mjesta                          | Branimir Pasecky                 |
| Hrvatska demokratska zajednica – HDZ 7 mjesta                          | mr. sc. Kolinda Grabar-Kitarović |
| Hrvatska demokratska zajednica – HDZ 7 mjesta                          | Ivan Vučić                       |
| Hrvatska demokratska zajednica – HDZ 7 mjesta                          | mr. sc. Neven Jurica             |
| Hrvatska demokratska zajednica – HDZ 7 mjesta                          | Krunoslav Mlinarić               |
| Socijaldemokratska partija Hrvatske – SDP 4 mjesta                     | dr. sc. Mato Crkvenac            |
| Socijaldemokratska partija Hrvatske – SDP 4 mjesta                     | Milanka Opačić                   |
| Socijaldemokratska partija Hrvatske – SDP 4 mjesta                     | Vesna Škulić                     |
| Socijaldemokratska partija Hrvatske – SDP 4 mjesta                     | Nenad Stazić                     |
| Hrvatska stranka prava – HSP 1 mjesto                                  | mr. sc. Miroslav Rožić           |
| Hrvatska narodna stranka – HNS Primorsko-goranski savez – PGS 1 mjesto | Darko Šantić, dipl. iur.         |
| Hrvatska seljačka stranka – HSS 1 mjesto                               | mr. sc. Božidar Pankretić        |

### VIII. izborna jedinica
- Ukupno upisanih birača: 374.678 birača
- Glasovalo (prema listićima): 239.851 birača, odnosno 64,02%
- Nevažećih glasačkih lisitića: 6.181 glasačkih listića, odnosno 2,58%

| REZULTATI ZA VIII. IZBORNU JEDINICU                                                 |                              |
| Naziv liste Broj osvojenih zastupničkih mjesta                                      | Izabrani zastupnici          |
| Socijaldemokratska partija Hrvatske – SDP Istarski demokratski sabor – IDS 8 mjesta | Damir Kajin                  |
| Socijaldemokratska partija Hrvatske – SDP Istarski demokratski sabor – IDS 8 mjesta | Gordana Sobol                |
| Socijaldemokratska partija Hrvatske – SDP Istarski demokratski sabor – IDS 8 mjesta | Valter Drandić               |
| Socijaldemokratska partija Hrvatske – SDP Istarski demokratski sabor – IDS 8 mjesta | Biserka Perman               |
| Socijaldemokratska partija Hrvatske – SDP Istarski demokratski sabor – IDS 8 mjesta | Ivan Jakovčić                |
| Socijaldemokratska partija Hrvatske – SDP Istarski demokratski sabor – IDS 8 mjesta | Anton Peruško                |
| Socijaldemokratska partija Hrvatske – SDP Istarski demokratski sabor – IDS 8 mjesta | Dorotea Pešić-Bikovac        |
| Socijaldemokratska partija Hrvatske – SDP Istarski demokratski sabor – IDS 8 mjesta | Zdenko Antešić               |
| Hrvatska demokratska zajednica – HDZ 3 mjesta                                       | Lino Červar                  |
| Hrvatska demokratska zajednica – HDZ 3 mjesta                                       | Vladimir Vranković           |
| Hrvatska demokratska zajednica – HDZ 3 mjesta                                       | dr. sc. Nevio Šetić          |
| Hrvatska narodna stranka – HNS Primorsko-goranski savez – PGS 2 mjesta              | prof. dr. sc. Miljenko Dorić |
| Hrvatska narodna stranka – HNS Primorsko-goranski savez – PGS 2 mjesta              | mr. sc. Nikola Ivaniš        |
| Hrvatska stranka umirovljenika – HSU 1 mjesto                                       | Silvano Hrelja               |

### IX. izborna jedinica
- Ukupno upisanih birača: 388.450 birača
- Glasovalo (prema listićima): 255.218 birača, odnosno 65,70%
- Nevažećih glasačkih lisitića: 5.886 glasačkih listića, odnosno 2,31%

| REZULTATI ZA IX. IZBORNU JEDINICU                  |                              |
| Naziv liste - Broj osvojenih zastupničkih mjesta   | Izabrani zastupnici          |
| Hrvatska demokratska zajednica – HDZ 9 mjesta      | Božidar Kalmeta              |
| Hrvatska demokratska zajednica – HDZ 9 mjesta      | dr. sc. Darko Milinović      |
| Hrvatska demokratska zajednica – HDZ 9 mjesta      | Perica Bukić                 |
| Hrvatska demokratska zajednica – HDZ 9 mjesta      | Jure Bitunjac                |
| Hrvatska demokratska zajednica – HDZ 9 mjesta      | Šime Prtenjača               |
| Hrvatska demokratska zajednica – HDZ 9 mjesta      | Jozo Topić                   |
| Hrvatska demokratska zajednica – HDZ 9 mjesta      | Emil Tomljanović             |
| Hrvatska demokratska zajednica – HDZ 9 mjesta      | Ana Lovrin                   |
| Hrvatska demokratska zajednica – HDZ 9 mjesta      | Niko Rebić                   |
| Socijaldemokratska partija Hrvatske – SDP 2 mjesta | Šime Lučin                   |
| Socijaldemokratska partija Hrvatske – SDP 2 mjesta | Ingrid Antičević Marinović   |
| Hrvatska narodna stranka – HNS 1 mjesto            | prof. dr. sc. Ivica Maštruko |
| Hrvatska stranka prava – HSP 1 mjesto              | dr. sc. Tonči Tadić          |
| Hrvatska seljačka stranka – HSS 1 mjesto           | Ante Markov                  |

### X. izborna jedinica
- Ukupno upisanih birača: 401.333 birača
- Glasovalo (prema listićima): 274.561 birača, odnosno 68,41%
- Nevažećih glasačkih lisitića: 5.275 glasačkih listića, odnosno 1,92%

| REZULTATI ZA X. IZBORNU JEDINICU                                                                                       |                             |
| Naziv liste - Broj osvojenih zastupničkih mjesta                                                                       | Izabrani zastupnici         |
| Hrvatska demokratska zajednica – HDZ 7 mjesta                                                                          | dr. sc. Ivo Sanader         |
| Hrvatska demokratska zajednica – HDZ 7 mjesta                                                                          | Živko Nenadić               |
| Hrvatska demokratska zajednica – HDZ 7 mjesta                                                                          | Luka Bebić                  |
| Hrvatska demokratska zajednica – HDZ 7 mjesta                                                                          | Dubravka Šuica              |
| Hrvatska demokratska zajednica – HDZ 7 mjesta                                                                          | Zvonimir Puljić             |
| Hrvatska demokratska zajednica – HDZ 7 mjesta                                                                          | Dujomir Marasović, dr. med. |
| Hrvatska demokratska zajednica – HDZ 7 mjesta                                                                          | Branko Bačić                |
| Socijaldemokratska partija Hrvatske – SDP LIBRA – Stranka liberalnih demokrata – LIBRA Liberalna stranka – LS 4 mjesta | Slavko Linić                |
| Socijaldemokratska partija Hrvatske – SDP LIBRA – Stranka liberalnih demokrata – LIBRA Liberalna stranka – LS 4 mjesta | mr. sc. Marin Jurjević      |
| Socijaldemokratska partija Hrvatske – SDP LIBRA – Stranka liberalnih demokrata – LIBRA Liberalna stranka – LS 4 mjesta | mr. sc. Neven Mimica        |
| Socijaldemokratska partija Hrvatske – SDP LIBRA – Stranka liberalnih demokrata – LIBRA Liberalna stranka – LS 4 mjesta | Jagoda Martić               |
| Hrvatska narodna stranka – HNS 1 mjesto                                                                                | Jakša Marasović, dipl. ing. |
| Hrvatska stranka prava – HSP 1 mjesto                                                                                  | Ruža Tomašić                |
| Hrvatska seljačka stranka – HSS 1 mjesto                                                                               | Luka Roić, dipl. oec.       |

### XI. izborna jedinica (glasači bez stalnog prebivališta u RH)
U XI. (posebnoj) izbornoj jedinici (dijaspora) izabrano je 4 zastupnika (na temelju tzv. nefiksne kvote – ne zna se unaprijed koliko će zastupnika biti birano. Bira ih se najviše 14, a broj ovisi o izlasku birača na području Republike Hrvatske)
| REZULTATI ZA XI. IZBORNU JEDINICU ("dijaspora")  |                                  |
| Naziv liste - Broj osvojenih zastupničkih mjesta | Izabrani zastupnici              |
| Hrvatska demokratska zajednica – HDZ 4 mjesta    | Zdenka Nediljka Babić Petričević |
| Hrvatska demokratska zajednica – HDZ 4 mjesta    | Florijan Boras                   |
| Hrvatska demokratska zajednica – HDZ 4 mjesta    | prof. dr. sc. Krešimir Ćosić     |
| Hrvatska demokratska zajednica – HDZ 4 mjesta    | Ivan Bagarić, dr.                |

### Nacionalne manjine
- Za zastupnike srpske nacionalne manjine izabrani su zastupnici s liste Samostalne demokratske srpske stranke – SDSS:

1. Vojislav Stanimirović, dr. med., a za zamjenika Jovo Vuković
2. dr. sc. Milorad Pupovac, a za zamjenika Nikola Sužnjević
3. Ratko Gajica, a za zamjenika Rade Kosanović

- Za zastupnike mađarske nacionalne manjine izabran je zastupnik s liste kandidata Demokratske zajednice Mađara Hrvatske – DZMH :

1. Jene Adam, a za zamjenika Tibor Santo, dr. med.

- Za zastupnike talijanske nacionalne manjine izabran je nezavisni zastupnik:

1. Furio Radin, a za njegova zamjenika Silvano Zilli

- Za zastupnike češke i slovačke nacionalne majine izabrana je zastupnica s liste kandidata Hrvatske seljačke stranke – HSS:

1. mr. sc. Zdenka Čuhnil

- Za zastupnike austrijske, bugarske, njemačke, poljske, romske, rumunjske, rusinske, ruske, turske, ukrajinske, vlaške i židovske nacionalna manjina izabran je zastupni s liste kandidata Njemačke narodnosne zajednice – Zemaljske udruge podunavskih Švaba Osijek:

1. Nikola Mak

- Za zastupnike albanske, bošnjačke, crnogorske, makedonske i slovenske nacionalne manjine izabran je zastupnik s liste kandidata Stranke demokratske akcije Hrvatske – SDA Hrvatska:

1. prof. dr. Šemso Tanković